# Tendeur

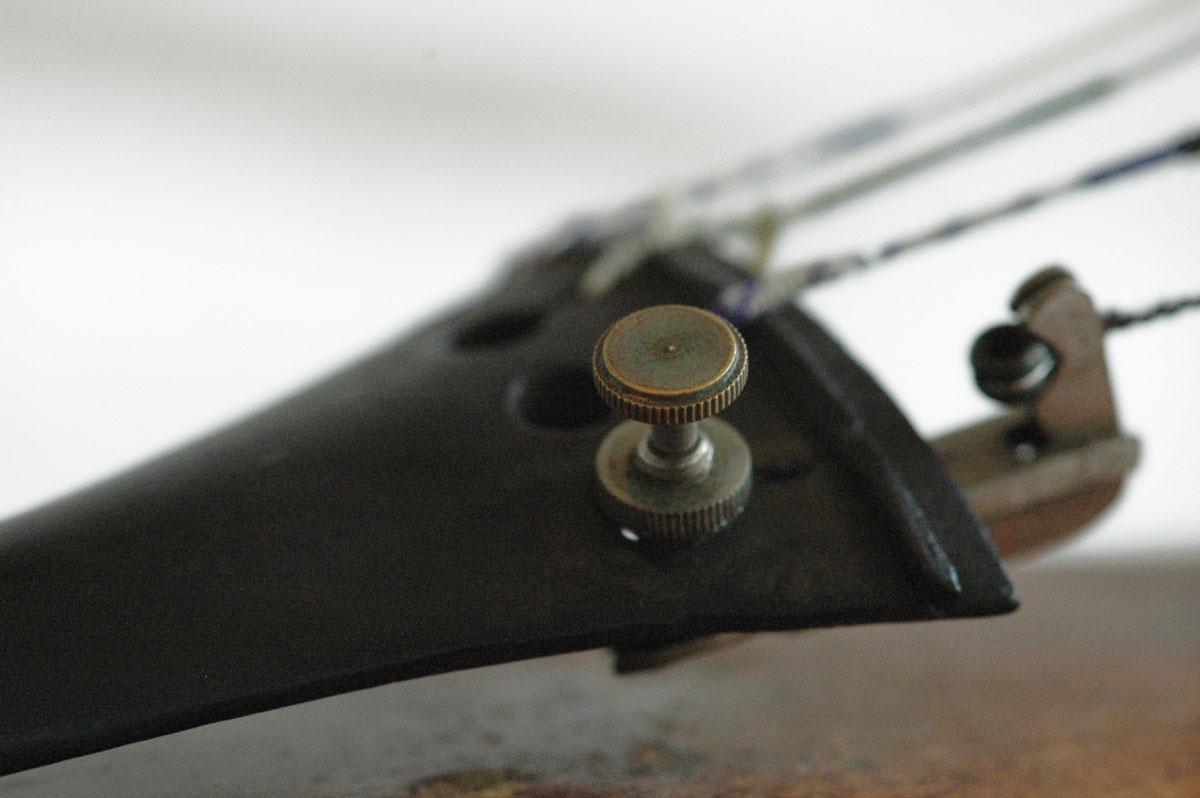
Tendeur de la corde de mi d'un violon, de profil, tendant une « corde boule ».

Un tendeur est une petite molette fine métallique qui sert à accorder plus facilement les cordes des instruments de la famille du violon. Alors que la cheville est située dans la tête de l'instrument, au bout du manche, le tendeur est placé au niveau du cordier, au bas de l'instrument.
La présence d'un tendeur au bout d'une corde est facultative. S'il n'y a pas de tendeur, l'extrémité de la corde est bloquée dans un trou du cordier prévu à cet effet ; dans ce cas, on utilise une « corde boule », c'est-à-dire qu'elle comporte une petite boule métallique qui empêche l'extrémité de la corde de s'échapper du trou. S'il y a un tendeur, on utilise indifféremment une « corde boule » ou une « corde boucle » ; ce second type ne comporte qu'une boucle métallique qui s'accroche à l'extrémité pointue verticale du tendeur.
Pour augmenter la hauteur de la note produite par la corde à vide, on visse le tendeur. La vis appuie alors sur la partie horizontale d'un petit coude qui tient l'extrémité de la corde dans sa partie verticale. La partie horizontale descendant, le bras vertical est tiré vers le cordier : la tension de la corde augmente, et donc la hauteur de la corde aussi.
Le tendeur est particulièrement utile pour les cordes d'acier, plus sensibles à la tension que les cordes mêlant plusieurs matériaux. C'est pourquoi sur un violon on en trouve presque systématiquement un pour la corde de mi. Cependant, la nature de la corde n'est pas la seule raison poussant à lui mettre un tendeur : grâce à un tendeur, l'accord est plus précis, plus rapide et ne présente pas le même risque que lors de la manipulation des chevilles, qui peuvent brusquement glisser de leur emplacement. Ainsi, les instrumentistes débutants ont généralement un tendeur pour toutes les cordes.

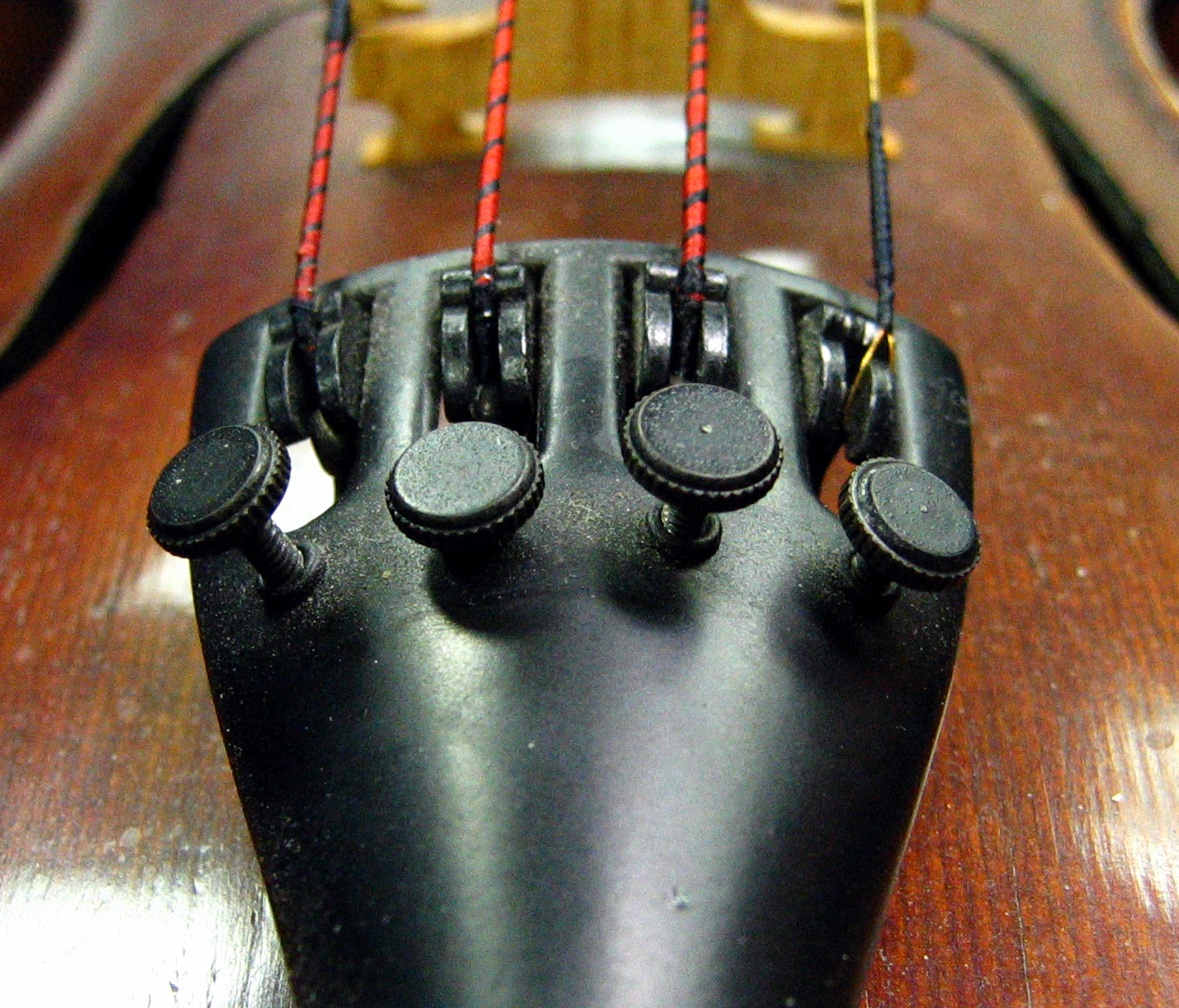
Cas d'un violon monté avec quatre tendeurs.
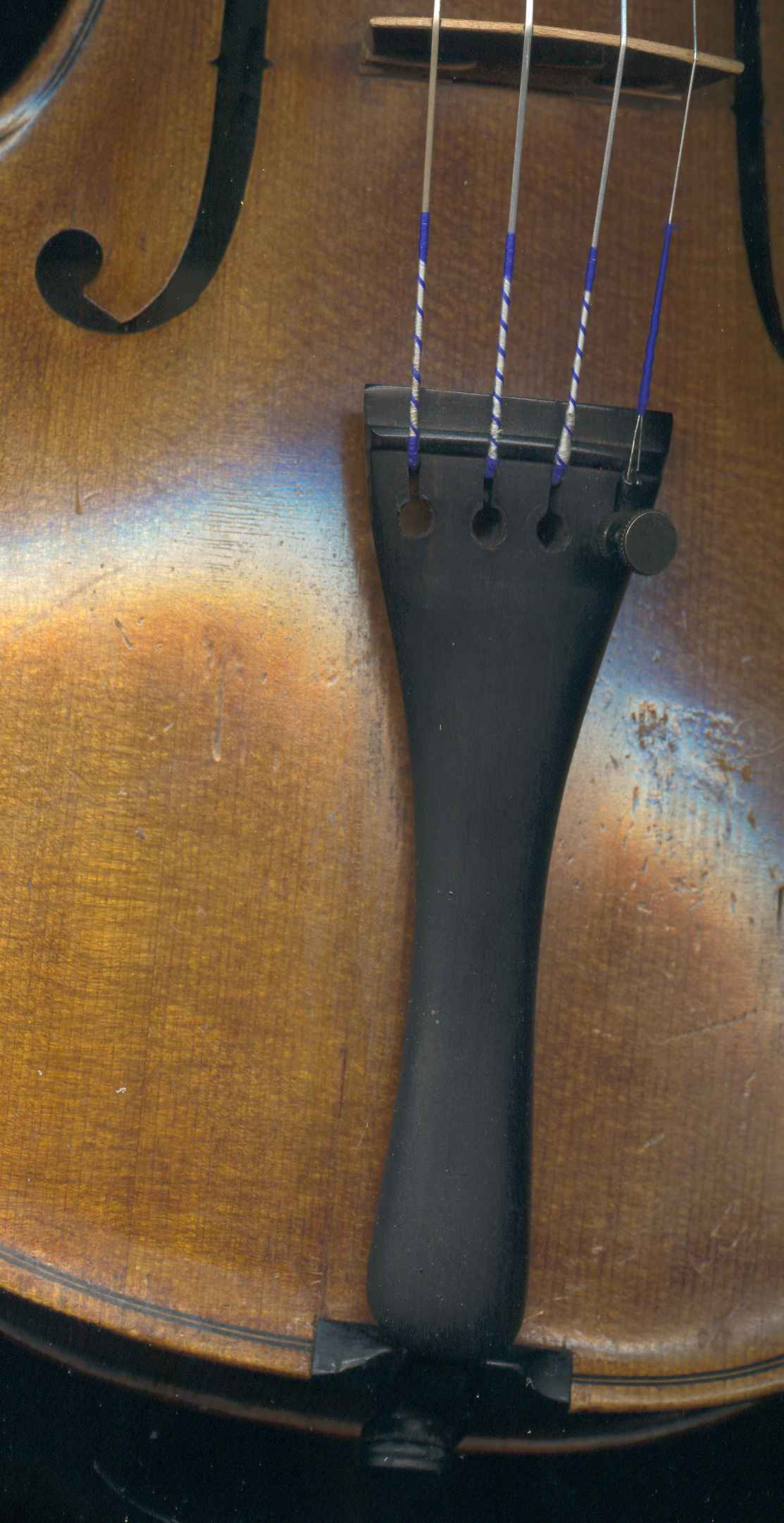
Cordier d'un violon : seule la corde de mi a un tendeur.